# Élection sénatoriale de 2002 en Illinois
Les Élections sénatoriales américaines de 2002 visaient à remplacer 34 (sur 100) sénateurs de Class 2. Cette élection eut lieu en Illinois le 5 novembre 2002. À cette occasion le sénateur démocrate sortant Richard Durbin, obtient facilement sa réélection.

## Résultats

### Élection générale
| Partis | Partis            | Candidats             | Voix      | %      | Comtés |
| ------ | ----------------- | --------------------- | --------- | ------ | ------ |
|        | Parti démocrate   | Richard "Dick" Durbin | 2 103 766 | 60,33% | 77     |
|        | Parti républicain | James "Jim" Durkin    | 1 325 703 | 38,02% | 25     |
|        | Parti libertarien | Steven Burgauer       | 57 382    | 1,65%  | —      |

Source: Our Campaigns

### Élections Primaires

#### Parti démocrate
| Partis | Partis          | Candidats             | Voix    | %       | Comtés |
| ------ | --------------- | --------------------- | ------- | ------- | ------ |
|        | Parti démocrate | Richard "Dick" Durbin | 918 467 | 100,00% | 102    |

Source: Our Campaigns

#### Parti républicain
| Partis | Partis            | Candidats            | Voix    | %      | Comtés |
| ------ | ----------------- | -------------------- | ------- | ------ | ------ |
|        | Parti républicain | James "Jim" Durkin   | 378 010 | 45,81% | 85     |
|        | Parti républicain | James "Jim" Oberweis | 259 515 | 31,45% | 4      |
|        | Parti républicain | John Herman Cox      | 187 706 | 22,75% | 13     |

Source : Our Campaigns